# Genatropis pretiosa
Genatropis pretiosa är en stekelart som först beskrevs av Alan Parkhurst Dodd 1914.  Genatropis pretiosa ingår i släktet Genatropis och familjen Scelionidae. Inga underarter finns listade i Catalogue of Life.